# Limbodessus phoebeae
Limbodessus phoebeae là một loài bọ cánh cứng trong họ Bọ nước. Loài này được Watts & Humphreys miêu tả khoa học năm 2006.